# Diguetia
Diguetia és un gènere d'aranyes araneomorfes de la família dels diguètids (Diguetidae). Fou descrita per primera vegada l'any 1895 per Simon. Són aranyes amb sis ulls que viuen majoritàriament als Estats Units i Mèxic; tan sols una espècie es troba a Argentina.
 Diguetia , bastant comuna a tot el sud-oest dels Estats Units, construeix una web semblant a una tenda, sovint entre els cactus, de manera similara a les teranyines dels linífids (Linyphiidae). Construeixen un refugi tubular a la punta, que camuflen amb restes diverses. Els sacs dels ous són prims i els col·loquen dins d'aquest refugi. L'espècie més coneguda als Estats Units és Diguetia canities i la més petita, D. albolineata.

## Taxonomia
Segons el World Spider Catalog versió 17.0, 12 de juny de 2016, existeixen les següents espècies:
- Diguetia albolineata (O. P.-Cambridge, 1895) — EUA, Mèxic
- Diguetia andersoni Gertsch, 1958 — EUA
- Diguetia canities (McCook, 1889) — EUA, Mèxic (espècie tipus)
  - Diguetia canities dialectica Chamberlin, 1924 — Mèxic
  - Diguetia canities mulaiki Gertsch, 1958 — EUA
- Diguetia catamarquensis (Mello-Leitão, 1941) — Argentina
- Diguetia imperiosa Gertsch & Mulaik, 1940 — EUA, Mèxic
- Diguetia mojavea Gertsch, 1958 — EUA
- Diguetia propinqua (O. P.-Cambridge, 1896) — Mèxic
- Diguetia signata Gertsch, 1958 — EUA
- Diguetia stridulans Chamberlin, 1924 — Mèxic